# Cyamiocardium crassilabrum
Cyamiocardium crassilabrum is een tweekleppigensoort uit de familie van de Cyamiidae. De wetenschappelijke naam van de soort is voor het eerst geldig gepubliceerd in 1964 door Dell.